# Gaworzenie
Gaworzenie – wczesny etap rozwoju mowy po krzyku i głużeniu, pojawiający się ok. 6 miesiąca życia. Niektórzy badacze twierdzą, że okres gaworzenia obejmuje okres od trzeciego do dwunastego miesiąca życia (choć pojawia się ono u nielicznych dzieci jeszcze ok. drugiego roku życia). Gaworzenie polega na łączeniu samogłosek, które dziecko wymawiało do tej pory, ze spółgłoskami (ga-ga, ma-ma-ma, ugh-ugh itp.). Pojawiają się w ten sposób pierwsze dowolnie wymawiane sylaby, które nie mają jednak żadnej treści ani znaczenia dla dziecka. Umiejętność gaworzenia związana jest ze zwiększeniem kontroli przepływu powietrza przez struny głosowe oraz większą kontrolą nad wargami i językiem. 
Gaworzenie pojawia się częściej gdy dziecko jest samo (gaworzenie samonaśladowcze) oraz wtedy, gdy dobrze się czuje. 

## Intonacja w gaworzeniu
Gaworząc dziecko ćwiczy intonację. Badania pokazują, że gaworzenie, które kończy się podniesieniem intonacji (intonacja wzrastająca) ma na celu zwrócenie na siebie uwagi otoczenia. Intonacja opadająca nie ma takiego znaczenia. Istnieje tu interesująca paralela do komunikatów niewerbalnych występujących u dorosłych w języku mówionym. Otóż intonacja wznosząca jest zwykle sygnałem kłamstwa lub rosnącego pobudzenia emocjonalnego, intonacja opadająca - kończenia wypowiedzi lub dyskusji.

## Rola gaworzenia w rozwoju języka
Pełni ono ważną funkcję rozwojową, jest przygotowaniem do mówienia. Początkowo dziecko jest w stanie wymawiać (i wymawia) dowolne dźwięki występujące we wszystkich językach świata, nawet te, których nie słyszy w swoim otoczeniu. Stopniowo (po przekroczeniu szóstego miesiąca życia) traci tę zdolność i powtarza jedynie dźwięki obecne w mowie, którą słyszy (stąd też przekonanie niektórych psychologów o przygotowawczej roli słyszenia mowy w okresie prenatalnym).
Nie ma jasności co do tego, czy gaworzenie jest koniecznym etapem rozwoju języka. Pewne dane wskazują jednak, że tak jest. Badania nad niesłyszącymi dziećmi niemych rodziców pokazały, że u tych dzieci pojawia się coś w rodzaju „gaworzenia migowego”. Dzieci te używają prostych gestów, które jednak nie mają specyficznego znaczenia, podobnie jak to występuje w dźwiękach gaworzących u dzieci słyszących. Wskazuje to na natywistyczne, wrodzone predyspozycje do uczenia się języka.